# Condado de Valley (Idaho)
El condado de Valley (en inglés: Valley County), fundado en 1917, es uno de los 44 condados del estado estadounidense de Idaho. En el año 2000 tenía una población de 7.651 habitantes con una densidad poblacional de una persona por km². La sede del condado es Cascade.

## Geografía
Según la Oficina del Censo, el condado tiene un área total de 9670 km² (3733,6 mi²), de la cual 9525 km² (3677,6 mi²) es tierra y 145 km² (56,0 mi²) (1,50%) es agua.

### Condados adyacentes
- Condado de Idaho - norte
- Condado de Adams - oeste
- Condado de Gem - suroeste
- Condado de Boise - sur
- Condado de Custer - este
- Condado de Lemhi - este

### Carreteras
- - SH-55

## Demografía
En el 2000 la renta per cápita promedia del condado era de $36 927, y el ingreso promedio para una familia era de $42 283. En 2000 los hombres tenían un ingreso per cápita de $31 113 versus $21 777 para las mujeres. El ingreso per cápita para el condado era de $19 246. Alrededor del 9,30% de la población estaba bajo el umbral de pobreza nacional.

## Comunidades

### Ciudades
- Cascade
- Donnelly
- McCall

### Comunidades no incorporadas
- Big Creek
- Lake Fork
- Roseberry
- Smiths Ferry
- Warm Lake
- Yellow Pine